# Atlantic Bar
Pour plus de détails, voir Fiche technique et Distribution.
Atlantic Bar est un film documentaire français réalisé par Fanny Molins et sorti en 2022.

## Synopsis
Arles : véritable lieu de vie, l'Atlantic Bar est mis en vente par son propriétaire : pour sa patronne, Nathalie, et les habitués, c'est la fin d'un monde.

## Fiche technique
- Titre : Atlantic Bar
- Réalisation : Fanny Molins
- Photographie : Martin Roux
- Son : Yves Bagot, Mathieu Chanon, Antoine Bertucci et Charli Masson
- Montage : Rémi Langlade
- Musique : François Simitchiev, Jason Del Campo
- Production : Solab Pictures
- Distribution : Les Alchimistes
- Pays de production :  France
- Genre : documentaire
- Durée : 77 minutes
- Dates de sortie : France - mai 2022 (Festival de Cannes) ; 22 mars 2023 (sortie nationale)

## Distinctions

### Récompenses
- Champs-Élysées Film Festival 2022 : Grand Prix du Jury du meilleur long métrage Français indépendant et Prix du public du meilleur long métrage français indépendant[1]

### Nomination
- César 2024 : Meilleur film documentaire

### Sélections
- Festival de Cannes 2022 (programmation de l'ACID[2]
- Festival du film de Belfort - Entrevues 2022[3]
- Festival du cinéma méditerranéen de Montpellier 2022[4]
- Doclisboa 2022[5]